# Kaltham Jaber
Kaltham Jaber Al-Kuwari (Doha, 1958) é uma escritora e poetisa do Catar.  Considerada pioneira entre as escritoras do país, foi a primeira mulher do Catar a criar uma coleção de contos, em 1978. Essa façanha também fez dela a primeira mulher catariana a publicar um grande trabalho. Ela é professora na Universidade do Catar.

## Biografia
Filha de Jaber bin Mohammed Al-Kuwari, um poeta do Catar, obteve seu mestrado em Serviço Social pela Universidade Helwan em 1992. Em seguida, obteve um doutorado na Universidade do Cairo em 1997.

### Carreira
Sua carreira como escritora começou em meados dos anos setenta com a Al-Oruba, uma revista do Catar criada em 1971 que publicou contos. Em 1978, Jaber se tornou a primeira mulher do Catar a escrever uma antologia de contos, intitulada "Ania wa Ghabat as-Samt wa at-Taraddud". O foco principal dessas histórias é o desejo de que as mulheres catarianas participem da reestruturação das normas sociais e das concepções culturais.
Ela escreveu o conto The Face of An Arab Woman em 1993, recebendo o prêmio de criatividade do Al Jasra Cultural e Social Club em 2001.
Em 1998, Jaber serviu como membro do primeiro conselho de administração do Conselho Nacional de Cultura, Artes e Patrimônio, que foi a primeira agência governamental autônoma a supervisionar assuntos culturais no Catar.
Jaber escreveu um livro em árabe intitulado The Life Cycle in the Qatari Society Tradition, publicado em 2015 pelos Museus do Catar. Documentando os meandros da vida de um catariano médio, o livro é baseado em contas pessoais e em um estudo em larga escala realizado pelo Centro de Folclore dos Estados do Golfo Árabe, com sede no Catar, no início dos anos 90. Conta com inúmeras ilustrações e contém facetas sobre a cultura do país.
Em 2016, ela escreveu dois artigos no diário do catari Al Raya, defendendo os direitos das mulheres e alegando que a discrepância de direitos entre os dois sexos no mundo árabe resulta não do Islã ou do Alcorão, mas do desejo dos homens de controlar as mulheres. Além disso, ela propôs um aumento da legislação para proteger os direitos femininos.